# Karmínové impérium
Karmínové impérium (anglicky Crimson Empire) byl v rozšířeném (nekanonickém) fiktivním světě Star Wars krátkodobá vesmírná říše, která měla vzniknout reformou Temného impéria po definitivní (druhé) smrti císaře Palpatina (Darth Sidiouse). Zakladatelem impéria byl bývalý imperiální gardista Carnox Jax, Lumiyin sithský učedník. Název impéria je odvozen od červené barvy zbroje, kterou nosí císařští gardisté.
Carnox se měl dostat k moci zradou Palpatina skrze přístup k jeho osobnímu lékaři a znehodnocení zásob Palpatinových klonů. Nekvalitní klony později dopomohly k jeho porážce a korunovaci Carnoxe novým císařem. Jeho Impérium však nemělo dlouhého trvání, existovalo pouhý rok, neboť ostatní gardisté plánovali pomstu a Carnox Jax padl v boji s jedním z nich. Po jeho smrti byl na uvolněné místo císaře instalován Xandel Carivus, ale po krátké době byl rovněž zabit týmž gardistou jako předchozí císař. V té době také Nová republika obsazuje Ord Cantrell. Poté se vlády ujala Imperiální prozatímní vládnoucí rada a v roce 12 ABY vznikl Imperiální zůstatek.